# Pianello
Pianello (korziško U Pianellu) je naselje in občina v francoskem departmaju Haute-Corse regije - otoka Korzika. Leta 1999 je naselje imelo 76 prebivalcev.

## Geografija
Kraj leži v vzhodnem delu otoka Korzike na robu naravnega regijskega parka Korzike, 82 km južno od središča Bastie.

## Uprava
Občina Pianello skupaj s sosednjimi občinami Aléria, Ampriani, Campi, Canale-di-Verde, Chiatra, Linguizzetta, Matra, Moïta, Pietra-di-Verde, Tallone, Tox, Zalana in Zuani sestavlja kanton Moïta-Verde s sedežem v Moïti. Kanton je sestavni del okrožja Corte.
1. ↑  »Populations légales 2016«. Nacionalni inštitut za statistične in gospodarske raziskave. Pridobljeno 25. aprila 2019.